# 11월 2일
11월 2일은 그레고리력으로 306번째(윤년일 경우 307번째) 날에 해당한다.

## 사건
- 619년 - 당 고조 이연의 승인 후에 서돌궐의 카간이 동돌궐의 경쟁자에 의해 당나라 장안의 궁전에서 암살되다.
- 676년 - 교황 도노가 78대 로마 교황으로 취임했다.
- 1570년 - 북해에서 발생한 해일이 홀란드에서 유틀란트까지 덮쳐 천 명 이상이 사망하다.
- 1675년 - 필립 왕의 전쟁 중 플리머스 식민지, 로드 아일랜드 식민지, 매사추세츠 만 식민지, 코네티컷 식민지가 연합하여 인디언 부족인 내러갠섯 족이 차지하고 있던 그레이트 스웜프 요새를 공격하다.
- 1772년 - 미국 독립 전쟁: 새뮤얼 애덤스와 조지프 워런이 통신위원회를 만들었다.
- 1783년 - 뉴저지주 로키 힐에서 미국 조지 워싱턴 장군이 휘하 병사들에게 "고별 연설"을 하다.
- 1795년 - 프랑스 혁명: 프랑스 총재정부가 국민공회를 혁명 프랑스의 새 정부로 계승하다.
- 1861년 - 미국 남북전쟁: 서부 군관구 북군의 존 C. 프레몬트가 사령관 직에서 물러나고 데이빗 헌터 장군에게 임무를 인계하다.
- 1889년 - 노스다코타주와 사우스다코타주가 39번째 및 40번째주로 연방에 가입하다.
- 1899년 - 2차 보어 전쟁: 보어인들이 영국이 점령하고 있던 크와줄루-나탈의 레이디스미스를 포위전을 시작하다.
- 1909년 - 이등공송덕비건의소가 세워졌다.
- 1914년 - 제1차 세계 대전: 러시아 제국이 오스만 제국에 전쟁을 선포하다.
- 1917년 - 영국의 후원으로 "유대인들의 고향인 팔레스타인에 유대 국가를 설립할 것"이라는 내용의 밸푸어 선언이 발표되다.
- 1920년 - 미국 펜실베이니아주 피츠버그에서 첫 번째 상업 라디오 방송인 KDKA가 방송을 시작하다. 최초 방송 내용은 1920년 미국 대통령 선거 결과였다.
- 1930년 - 하일레 셀라시에 1세 에티오피아의 황제가 되다.
- 1936년
  - 캐나다 방송협회가 설립되다.
  - 이탈리아 독재자 베니토 무솔리니가 베를린-로마 추축을 선언하다.
- 1938년 - 제1차 빈 중재: 체코슬로바키아의 남부 슬로바키아 지방과 남부 자카르파탸(카르파티아 루테니아) 지방이 헝가리의 영토로 편입되었다.
- 1945년 - 라이베리아, 코스타리카, 유엔 가입
- 1955년 - 사정위원회 발족. (위원장 조용순)
- 1995년 - 지존파 일당과 온보현 등 흉악범 19명에 대한 사형이 집행되었다.
- 2004년 - 조지 W 부시가 미국 대통령에 재선됨.
- 2014년 - 파키스탄 동부 라호르 인근 국경검문소에서 자살폭탄테러가 발생해 55명이 사망하고 120명이 부상당하였다.
- 2017년 - 대한민국 김해시에 위치한 창원터널에서 폭발사고가 발생하다.
- 2020년 - 이명박 전 대통령이 서울동부구치소에 수감되었다.
- 2021년 - 제주도 서쪽지역 중심 NW-NNW 방향에서 운석이 떨어지는 것이 목격되었다. 충돌하지 않았고 소리없이 5초간 떨어지다 공기와의 마찰로 자연소멸되었다.

## 문화
- 1434년 - 장영실, 이천, 김조가 앙부일구를 제작했다.
- 1868년 - 뉴질랜드가 정식으로 국제 표준시를 도입하다.
- 1895년 - 첫 번째 가솔린 동력을 이용한 경주가 미국에서 개최되다. 1등 상금은 2천 달러였다.
- 1898년 - 치어리더를 동원하는 미국식 응원전이 미네소타 대학교에서 시작되다.
- 1936년 - BBC가 세계에서 처음으로 정규 텔레비전 방송을 BBC Television Service이라는 이름으로 시작하다. 1964년에 BBC One으로 명칭을 개칭하여 현재에 이르고 있다.
- 1985년 - 일본 프로 야구 센트럴 리그 팀인 한신 타이거스, 창단 이후 처음으로 일본 시리즈 우승.
- 2008년 - 동인 서클 이오시스가 9집 음반 동방빙설가집을 발매하였다.
- 2013년 - 포항운하 개통.
- 2015년
  - 메이저 리그 베이스볼 월드 시리즈 5차전에서 캔자스시티 로열스가 뉴욕 메츠를 7대 2로 꺾고 시리즈 전적 4승 1패로 1985년 이후 30년만에 통산 2번째 우승을 달성하였다.
  - SBS 파워FM의 사운드 오브 뮤직이 16년 만에 폐지되었다.
- 2016년
  - KBO 리그 한국시리즈 4차전에서 두산 베어스가 NC 다이노스를 8대 1로 꺾고 시리즈 전적 4승으로 통산 5번째 우승을 달성하였다. 2015년 한국시리즈에 이은 2연패이다.
  - 한국의 선교(仙敎) 재단법인선교가 세종문화회관 예인홀에서 음력 개천절의 부활과 민족종교대통합을 위한 "한민족종교회담"을 개최하였다.
- 2017년
  - 메이저 리그 베이스볼 월드 시리즈 7차전에서 휴스턴 애스트로스가 로스앤젤레스 다저스를 5대 1로 꺾고 시리즈 전적 4승 3패로 1962년 창단 이후 55년만에 통산 1번째 우승을 달성하였다.
  - 경기도 고양시 덕양구 화전동 ∼ 서울특별시 은평구 신사동 간 도로가 개통되었다.
- 2023년 - 메이저 리그 베이스볼 월드 시리즈 5차전에서 텍사스 레인저스가 애리조나 다이아몬드백스를 5대 0으로 꺾고 시리즈 전적 4승 1패로 1961년 창단 이후 62년만에 통산 1번째 우승을 달성하였다.

## 탄생
- 1470년 - 잉글랜드의 왕 에드워드 5세.
- 1699년 - 프랑스의 화가 장 시메옹 샤르댕. (~1779년)
- 1734년 - 미국의 탐험가 대니얼 분. (~1820년)
- 1755년 - 프랑스의 루이 16세의 왕비 마리 앙투아네트. (~1793년)
- 1795년 - 미국의 제11대 대통령 제임스 K. 포크. (~1849년)
- 1815년 - 영국의 수학자 조지 불. (~1864년)
- 1865년 - 미국의 제29대 대통령 워런 G. 하딩. (~1923년)
- 1897년 - 스웨덴의 기상학자 야코브 비에르크네스. (~1975년)
- 1906년 - 이탈리아의 영화감독 루키노 비스콘티. (~1976년)
- 1913년 - 미국의 영화 배우 버트 랭커스터. (~1994년)
- 1920년
  - 조선민주주의인민공화국의 정치인 김철만. (~2018년)
  - 대한민국의 군인 이형근. (~2002년)
- 1922년 - 영국의 중국학자 마이클 뢰베. (~2025년)
- 1930년 - 대한민국의 수필가 겸 국어학자 미승우. (~1988년)
- 1934년
  - 대한민국의 고고학자 이난영. (~2024년)
  - 오스트레일리아의 테니스 선수 켄 로즈월.
- 1936년
  - 대한민국의 통계학자 김재주. (~2025년)
  - 미국의 신학자 로즈메리 래드퍼드 류터. (~2022년)
- 1938년
  - 미국의 가수 제이 블랙.
  - 스페인의 왕비 소피아 마르가리타 빅토리아 프리데리키.
- 1940년 - 대한민국의 언론인, 저술가 손충무. (~2010년)
- 1941년 - 대한민국의 배우 김진해. (~2005년)
- 1945년 - 미국의 가수이자 작곡가 J. D. 사우더. (~2024년)
- 1946년 - 대한민국의 철학자 김성진.
- 1948년
  - 대한민국의 배우 김병기.
  - 대한민국의 의학 출신 교육자 김한중.
- 1949년 - 미국의 SF 작가 로이스 맥마스터 부졸드.
- 1950년 - 대한민국의 배우 변신호.
- 1957년 - 스위스의 전직 축구 선수, 축구 감독 뤼시앵 파브르.
- 1959년
  - 대한민국의 성우 홍시호.
  - 대한민국의 공무원, 통일교육가 윤미량. (~2022년)
  - 대한민국의 정치인 강대식.
  - 대한민국의 판사, 변호사, 정치인 주호영.
  - 영국의 배우, 영화 감독 피터 멀런.
- 1960년
  - 대한민국의 산악인 엄홍길.
  - 미국의 레슬링 선수 브루스 바움가트너.
  - 태국의 가수, 배우 폰삭 송생. (~2021년)
  - 이란의 군인 모하마드 레자 자헤디. (~2024년)
- 1963년 - 대한민국의 탐험가 박영석. (~2011년)
- 1965년
  - 인도의 배우 샤루크 칸.
  - 대한민국의 성우 김순영.
- 1966년
  - 미국의 배우 데이비드 슈위머
  - 대한민국의 가수, 성우 방대식.
  - 대한민국의 성우 김정주. (~2006년)
- 1967년
  - 미국의 정치인 스콧 워커.
  - 일본의 성우 이시다 아키라.
  - 폴란드의 펜싱 선수 리샤르트 소프차크.
- 1968년
  - 미국의 배우 리나 소퍼.
  - 대한민국의 가수 주민.
- 1971년 - 대한민국의 축구 선수 강철.
- 1972년 - 잉글랜드의 가수, 배우 서맨사 워맥.
- 1973년 - 대한민국의 가수 김상민.
- 1974년 - 미국의 힙합 가수 넬리.
- 1975년 - 일본의 성우 와카바야시 나오미.
- 1977년 - 미국의 배우 랜디 해리슨.
- 1978년 - 케냐의 전직 육상 선수 노아 응게니.
- 1979년 - 대한민국의 가수 스컬. (스토니 스컹크)
- 1980년
  - 대한민국의 배우 김소연.
  - 대한민국의 성우 이호산.
- 1981년
  - 대한민국의 래퍼 미료 (허니패밀리, 브라운 아이드 걸스).
  - 대한민국의 가수 윤우현 (버즈).
  - 일본의 가수 Al.
- 1982년
  - 일본의 배우 후카다 교코.
  - 일본의 전 축구 선수 무로 다쿠야.
- 1984년 - 대한민국의 배우 경성환.
- 1985년 - 인도의 모델, 배우 다이아나 펜티.
- 1986년
  - 대한민국의 가수 김성빈.
  - 대한민국의 배우 김주환.
- 1987년
  - 대한민국의 축구 선수 하태균.
  - 대한민국의 야구 선수 신현철.
  - 대한민국의 기상캐스터 정주희.
- 1989년
  - 대한민국의 희극인, 배우 구혜리.
  - 대한민국의 리그 오브 레전드 프로게이머 트레이스.
- 1990년 - 대한민국의 농구 선수 이동건.
- 1991년 - 대한민국의 배우 채지안.
- 1992년
  - 대한민국의 아나운서 문지현.
  - 대한민국의 방송인 김하늘.
- 1993년
  - 일본의 성우 오노 유코.
  - 일본의 가수, 무용가 치카다 리키마루.
  - 대한민국의 배우 안동구.
- 1994년
  - 우즈베키스탄의 권투 선수 무로존 아흐마달리예프.
  - 일본의 성우 스와 나나카.
- 1995년
  - 일본의 성우 아키나.
  - 일본의 프로 야구 선수 다카하시 레이.
- 1996년 - 대한민국의 리그 오브 레전드 프로게이머 스티치.
- 1997년 - 대한민국의 뮤지컬배우 이진희.
- 1998년 - 중국의 가수 엘키 (CLC).
- 1999년
  - 대한민국의 가수 박우진 (AB6IX, 워너원).
  - 대한민국의 야구 선수 김형준.
- 2000년
  - 대한민국의 가수 J.YOU (TO1).
  - 캐나다의 축구 선수 알폰소 데이비스.
  - 대한민국의 전직 오버워치 프로게이머 학살.
  - 대한민국의 리그 오브 레전드 프로게이머 카나비.
- 2001년 - 에콰도르의 축구 선수 모이세스 카이세도.
- 2002년 - 대한민국의 래퍼 에피.
- 2004년 - 대한민국의 야구 선수 조동욱.

## 사망
- 1610년 - 런던의 캔터베리 대주교 리처드 밴크로프트. (1544년~)
- 1887년 - 스웨덴의 오페라 가수 제니 린드. (1820년~)
- 1930년 - 독일의 지질학자 알프레트 베게너. (1880년~)
- 1944년 - 미국의 기계기술자, 화학자 토머스 미즐리. (1889년~)
- 1950년 - 아일랜드의 극작가 조지 버나드 쇼. (1856년~)
- 1952년 - 대한민국의 한글학자 정태진. (1903년~)
- 1960년 - 일본의 테러리스트 야마구치 오토야. (1943년~)
- 1963년 - 남베트남의 정치인 응오딘지엠. (1901년~)
- 1966년 - 일본의 군인 아라키 사다오. (1877년~)
- 1975년 - 이탈리아의 시인 피에르 파올로 파솔리니. (1922년~)
- 1981년 - 대한민국의 시인 김소운. (1907년~)
- 1991년 - 대한민국의 독립운동가 정정화. (1900년~)
- 1996년 - 중앙아프리카공화국의 정치인 장베델 보카사. (1921년~)
- 2007년
  - 대한민국의 축구 선수 김지수. (1991년~)
  - 대한민국의 정치인 임종기. (1926년~)
- 2008년 - 독일의 사진가 페터 라이빙. (1941년~)
- 2015년 - 미국의 정치인 바바라 스넬링. (1928년~)
- 2018년 - 미국의 연주가 로이 하그로브. (1969년~)
- 2019년 - 프랑스의 영화배우 마리 라포레트. (1939년~)
- 2020년
  - 대한민국의 희극인 박지선. (1984년~)
  - 이탈리아의 영화배우 지지 프로이에티. (1940년~)
- 2021년 - 대한민국의 군인 허재석. (1932년~)
- 2022년 - 아르헨티나의 지휘자 아틸리오 스탐포네. (1926년~)
- 2023년
  - 대한민국의 정치인 신구범. (1942년~)
  - 대한민국의 가수 홍민. (1947년~)
- 2024년
  - 미국의 영화배우 앨런 레이친스. (1942년~)
  - 대한민국의 법조인 서상홍. (1949년~)
  - 대한민국의 시인 이일향. (1930년~)
  - 대한민국의 기업인 장수홍. (1942년~)
  - 미국의 영화배우 조나단 하즈. (1929년~)

## 기념일
- 위령의 날: 로마 가톨릭교회, 성공회 연합
- 카라츠 쿤치(唐津くんち): 규슈 사가현 카라츠 시
- 연방편입일(Statehood Day): 노스다코타주, 사우스다코타주

## 같이 보기
- 전날: 11월 1일 다음날: 11월 3일 - 전달: 10월 2일 다음달: 12월 2일
- 음력: 11월 2일
- 모두 보기